# Hydrelia deochrata
Hydrelia deochrata là một loài bướm đêm trong họ Geometridae.